# Fîntîna Albă
Fîntînă Albă è un paesino di 806 abitanti, che fa parte del comune di Parcova.

## Geografia fisica
Fîntînă Albă è collocato nel nord della Moldavia, esattamente nella valle detta Valea Ciuhurului. Il villaggio è confinante a nord con Ruseni, a sud-est con Gașpar e a sud-ovest con Parcova. Il villaggio si estende per una superficie di circa 14.74 km2. Il suolo e di tipo Černozëm, dal russo "чернозём", cioè terra nera, quindi è un suolo estremamente fertile. Ci sono all'incirca 348 contadini che coltivano e lavorano 1.268 ha di terreno agricolo, sul quale viene coltivato il grano, il girasole, il mais ecc.

## Il clima
Le temperature in linea di massima hanno una media di circa 30 °C d'estate e di circa -10 °C d'inverno. Le precipitazioni sono molto scarse dato che l'umidità non è elevata, anzi è quasi nulla.

## Storia
La storia del paesino inizia in tempi molto lontani, infatti ci sono prove lungo il fiume Ciuhur della presenza umana già dall'epoca paleolitica e neolitica, da quella del bronzo e quella del ferro, periodo nel quale il fiume era più grande e permetteva di attraversarlo in barca fino al fiume Prut, nel quale si riversa. Mentre il primo documento nel quale viene citato il villaggio rissale al 2 maggio del 1575. Il nome con il quale venne citato è Grumăzeni, il quale faceva parte della tenuta di Hotin. Agli inizi del XVII secolo il villaggio compare con il suo nome attuale, cioè Fîntîna Albă, e pare che gli fu dato dal proprietario di allora il quale si presume fosse discendente di Vasile Albu, il quale aveva un pozzo, da dove anche il nome Fîntîna, che sta per pozzo, e Albă, che sta per bianco. Nei documenti del 1812-1881 il paesino compare con il nome attuale, e nel 1904 la popolazione del villaggio risultava essere di 610 abitanti.

## Località
Fîntînă Albă è un paesino di 806 abitanti, dei quali il 49.26% sono di sesso maschile ed il restante 50.74% di sesso femminile. Il villaggio si trova a una distanza di circa quattordici km da Edineț, a tre km da Parcova e circa 205 km dalla capitale Chișinău. Il paese dispone di un ginnasio, una casa culturale, due biblioteche, un ufficio postale, un asilo, un pronto soccorso e una chiesa risalente al 1740.

## Società

### Evoluzione demografica
In base al censimento del 2004 la popolazione è così suddivisa dal punto di vista etnico:

## Cultura
Appena fuori dal paesino procedendo sulla strada in direzione Gașpar si può notare una specie di lapide, monumento dedicato a tutti gli ebrei, che durante la seconda guerra mondiale, furono brutalmente massacrati e sepolti, alcuni anche vivi, proprio li da parte dell'esercito tedesco. Vi è una targa commemorativa che dice:
(Targhetta del Monumento Commemorativo)